# Eumetazous
Els eumetazous (Eumetazoa, gr. ‘animals autèntics’) són un grup format per tots els animals tret de les esponges de mar, els placozous i altres animals poc coneguts. Es caracteritzen per la cooperació entre cèl·lules, ja que permet parlar de manera inequívoca d'individus proveïts de teixits, i d'un embrió que passa per una fase de gastrulació. Aquest clade conté els ctenòfors, els cnidaris i els bilaterals. La pertinença dels mesozous i els placozous està encara en qüestió.
S'han especulat que les esponges de mar i els eumetazous evolucionaren separadament d'organismes unicel·lulars, cosa que voldria dir que el regne animal no forma un clade (un grup d'organismes que comparteixen un ancestre comú). No obstant això, estudis genètics i algunes característiques morfològiques, com la presència comuna de coanocits, dona suport a un origen comú.
Els eumetazous són el grup més gran d'animals de la classificació en cinc regnes de Lynn Margulis i K. V. Schwartz, la qual inclou els radiats i els bilaterals, és a dir, tots els animals tret de les esponges, els placozous i els mesozous. Quan es tracta Eumetazoa formalment com un tàxon, generalment rep el rang de subregne. El nom Metazoa també ha estat utilitzat per a referir-se a aquest grup, encara que es refereix més aviat a tot el regne animal. Moltes classificacions no inclouen el subregne Eumetazoa.

## Taxonomia
Durant l'última dècada, els avenços en biologia evolutiva i filogènia molecular han donat lloc a noves idees sobre les relacions dels bilaterals.
La hipòtesi més acceptada actualment, basada en dades moleculars (principalment les seqüències de rRNA 18S), divideix els bilaterals en els quatre grups següents: deuteròstoms, ecdisozous, lofotrocozous i platizous (de vegades inclosos dins dels lofotrocozous). Els tres últims grups són coneguts conjuntament com a protòstoms.
No obstant això, molts escèptics destaquen les dificultats i les inconsistències associades a les noves dades. Claus Nielsen, professor d'embriologia evolutiva d'invertebrats de la Universitat de Copenhaguen, encapçala un dels punts de vista alternatius més importants basats en l'evidència morfològica. En l'obra Animal Evolution: Interrelationships of the Living Phyla (2001), manté les divisions tradicionals de protòstoms i deuteròstoms.

## Orígens evolutius
S'ha suggerit que un tipus de rellotge molecular i una aproximació a la interpretació del registre fòssil situen els orígens evolutius dels eumetazous en l'Ediacarià. No obstant això, és probable que els primers eumetazous no deixessin una empremta fòssil, i altres interpretacions dels rellotges moleculars suggereixen la possibilitat d'un origen anterior. Els descobridors de Vernanimalcula el descriuen com un fòssil d'un bilateral triblàstic que va sorgir a l'acabament de la glaciació Marinoana, abans del període Ediacarià, cosa que implica un origen fins i tot anterior dels eumetazous.

## Filogènia
Aquesta és la filogènia d'acord amb les anàlisis genètiques:

## Subdivisions
- Embrancament Ctenophora
- Embrancament Placozoa
- Clade Planulozoa
  - Embrancament Cnidaria
  - Clade Bilateria
    - Embrancament Xenacoelomorpha
    - Clade Nephrozoa
      - Superembrancament Deuterostomia
        - Embrancament Chordata
        - Embrancament Echinodermata
        - Embrancament Hemichordata
        - Embrancament Vetulicolia †

      - Clade Protostomia
        - Superembrancament Ecdysozoa
          - Clade Cycloneuralia
            - Clade Nematoida
              - Embrancament Nematoda
              - Embrancament Nematomorpha

            - Clade Scalidophora
              - Embrancament Acoelomorpha
              - Embrancament Kinorhyncha
              - Embrancament Loricifera
              - Embrancament Priapulida

          - Clade Panarthropoda
            - Embrancament Arthropoda
            - Embrancament Lobopodia †
            - Embrancament Onychophora
            - Embrancament Tardigrada

      - Superembrancament Lophotrochozoa
        - Embrancament Annelida
        - Embrancament Brachiopoda
        - Embrancament Bryozoa
        - Embrancament Entoprocta
        - Embrancament Hyolitha †
        - Embrancament Mollusca
        - Embrancament Nemertea
        - Embrancament Phoronida
        - Embrancament Sipuncula
        - Embrancament Cycliophora

      - Superembrancament Platyzoa
        - Embrancament Gastrotricha
        - Embrancament Platyhelminthes
        - Clade Gnathifera
          - Embrancament Chaetognatha
          - Embrancament Acanthocephala
          - Embrancament Gnathostomulida
          - Embrancament Micrognathozoa
          - Embrancament Rotifera